# شيرين وجدي
شيرين وجدي (28 مارس 1969 -)، مغنية وممثلة مصرية.

## حياتها
اسمها الأصلي شيرين فاروق سالم حصلت على شهادة الباكالوريوس بالأدب الإنجليزي. ويبدو أن ثقافتها وهواياتها في الرسم وعزف البيانو وجمال صوتها وشكلها شحذا فيها موهبة الغناء وساهما في تنمية قدرتها على التمثيل، اكتشفها الإذاعي المصري وجدي الحكيم ومنحها اسمه أجرت اختبار الإذاعة والتليفزيون ونجحت فيه بدون واسطة رغم صلة القرابة بالفنانة رانيا فريد شوقي وعبير فريد شوقي قامت بالتمثيل لأول مرة في حياتها بدور ألمظ أمام علي الحجار بدور عبده الحامولي  في مسلسل بوابة الحلواني وذلك بتشجيع من الملحن المصري بليغ حمدي.

### حياتها الأسرية
تزوجت للمرة الأولى من المعلق الرياضي مدحت شلبي ولها منه ابنة اسمها نهلة انفصلت عنه لتتزوج ثانية من رجل الأعمال المصري إيهاب طلعت الذي يعمل في مجالات الإنتاج والإعلان التجاري. ولديها أربعة بنات. وقد تورط زوجها في قضية مع الدولة ارتبطت مع قضية عبد الرحمن حافظ رئيس مدينة الإنتاج وطُلِب بمديونية قدرت ب 33 مليون جنيه واحتجز حتى يقوم بسدادها. وكان لشيرين موقفا مشرفا تجاه زوجها وأسرنها. إذ سارعت بالتحرك وباعت الكثير من ممتلكاتهما لتسدد مديونيته لإطلاق سراحه. وقد غنت لأول مرة أغنية «مين عارف حبيبي» أثناء احتجازه متأثرة من الموقف الذي تعبر كلمات الأغنية على ما هي عليه.

## أعمالها الفنية

### في التمثيل

#### أفلام
- (1993): الطريق إلى إيلات

#### مسلسلات
- (2004): بوابة الحلواني 4
- (1997): بوابة الحلواني 3
- (1995): أبو القاسم الطنبوري وشركاه
- (1996): زقاق الزقنقدار
- (1995): شقة الحرية
- (1995): حكاية الغريب
- (1994): لعبة كل بيت
- (1994): بوابة الحلواني 2
- (1992): بوابة الحلواني 1

#### فوازير رمضان
- (1994):قيس وليلى لصالح تلفزيون دبي
- طربستان

#### مسلسلات أطفال
- يعيش يميش مع فؤاد المهندس
- ترحل مع محمد عوض

#### مسرح
- (1996): السندبادة البحرية
- (1995): فارس وجميلة
- (1994): إلي بنى مصر

## الغناء

### البومات غنائية
بدأت مشوارها بألبوم «إنت النص الحلــو» وتتالت الألبومــات وكانت المفاجأة بألبوم «لو بينا أيه» الذي حصد الكثير من الجوائز المصرية والعربية مثل: أفضل فيديو كليب في مهرجان القاهرة للإذاعة والتليفزيون الثامن لعام 2002. وهذه ألبوماتها عِلما بإن الاثنين الأخيرين تم تسجيلهما في لندن ضمانا للجودة
| الألبوم                      | المنتج      | العام |
| ---------------------------- | ----------- | ----- |
| إنت النص الحلو               | صوت القاهرة | 1991  |
| صدقني مع الفنان حميد الشاعري | صوت القاهرة | 1994  |
| مأقدرش                       | صوت القاهرة | 1998  |
| لو بينا إيه                  | عالم الفن   | 2001  |
| ولا ليلة                     | روتانا      | 2002  |
| كل ده                        | روتانا      | 2004  |
| ليالي حياتي                  | روتانا      | 2006  |

## فيديو كليبات
| الأغنية                                | المخرج              | المنتج      |
| -------------------------------------- | ------------------- | ----------- |
| بضحك                                   | خالد شبانة          | صوت القاهرة |
| موعوده                                 | بسام إسماعيل        | صوت القاهرة |
| حبيبي وصحبتي                           |                     | صوت القاهرة |
| صدقني                                  |                     | صوت القاهرة |
| إنسى                                   | عبد الحكيم الريماوي | صوت القاهرة |
| لو بينا إيه                            | شريف صبري           | عالم الفن   |
| إرجعلي                                 | طوني أبو الياس      | عالم الفن   |
| غالي                                   | طوني أبو الياس      | عالم الفن   |
| ولا ليلة                               | طوني أبو الياس      | روتانا      |
| كل ده                                  | هادي الباجوري       | روتانا      |
| وده يرضي مين                           | ستيفان رينارد       | روتانا      |
| لفيت بلاد الله ديو مع فريق فرقة جيتارا | ميرنا خياط          | روتانا      |
| روميو وجوليت ديو مع محمد المازم        | ميرنا خياط          | روتانا      |
| البدر                                  | ميرنا خياط          | روتانا      |
| أنا بقى                                | ميرنا خياط          | روتانا      |
| ليالي حياتي                            | ميرنا خياط          | روتانا      |
| لو يوم بيعدي                           | ميرنا خياط          | روتانا      |

### جوائز وتقديرات
- ما اقدرش فازت بجائزة أفضل فيديوكليب في مهرجان القاهرة للإذاعة والتليفزيون السابع لعام 2001.
- لو بينا إيه فازت بجائزة أفضل فيديو كليب في مهرجان القاهرة للإذاعة والتليفزيون الثامن لعام 2002.
- لو بينا إيه فازت عام 2002 لأشهر أغنية عربية بجائزة الأرزة الذهبية من قناة المؤسسة اللبنانية للإرسال في لبنان.
- لو بينا إيه كان أفضل فيديو كليب لعام 2002 في استفتاء عام أجرته جريدة حريتى في العالم العربي.
- لو بينا إيه حصلت به على أفضل مطربة عربية لعام 2002 في استفتاء لقناة النيل للمنوعات.
- لو بينا إيه كان أفضل فيديو كليب في مهرجان الأغنية بشرم الشيخ 2002.
- فازت شيرين بلقب أفضل مطربة للشباب لعام 2002 عن طريق استفتاء عام للشباب عن أفضل النجوم وحصلت على جائزة الأسد الذهبي.
- حصلت على جائزة الموريكس الذهبية في الحفل الذي أقامه نادى الليونز في لبنان الذي يرأسه إميل لحود وتحت رعاية السيدة الأولى في لبنان «أندريه اميل لحود» [5]
- وقد اختيرت أفضل مغنية عربية عام 2004 في استفتاء اجرته مجلة «زهرة الخليج» الإماراتية.
- كما اختيرت أفضل مطربة عربية عام 2004 حسب استفتاء قناة دريم المصرية.
- جائزة ART أفضل مطربة عربية عام 2004 حسب استفتاء راديو وتلفزيون العرب.

## مواقف وطنية
غنت شيرين دعما لأطفال الحجارة أغنية «عالم واحد» ودعما لأطفال العراق غنت «في عيون الأطفال» كما أقامت عدة حفلات لصالح مرضى السرطان وللأطفال في أغلب محافظات مصر.

### مناسبات وطنية
غنت شيرين وجدي في مناسبات عديدة أمام قادة عرب في دولهم:
- العقيد معمر القذافي عام 2003
- الملك عبد الله الثاني بن الحسين عام 2003
- الرئيس زين العابدين بن علي عام 2005
- الرئيس عبد العزيز بوتفليقة عام 2005
- الرئيس حسني مبارك عام 2005

## وصلات خارجية
- شيرين وجدي على موقع IMDb (الإنجليزية)
- شيرين وجدي على موقع الدهليز
- شيرين وجدي على موقع قاعدة بيانات الأفلام العربية
- شيرين وجدي على موقع ميوزك برينز (الإنجليزية)